# MAGIX
Magix GmbH & Co. KGaA (o simplemente MAGIX tal y como reza su marca comercial MAGIX) es un holding con numerosas filiales y participaciones tanto en Alemania como en otros países. Las filiales de la empresa tienen distintos modelos empresariales y operan en distintos mercados como el de software, los servicios en línea, los programas de entretenimiento y creación de contenidos o los activos inmobiliarios. Las filiales cuentan con alrededor de 350 trabajadores.
MAGIX se fundó en 1993 de la mano de Jürgen Jaron, Dieter Rein y Erhard Rein en Múnich. En 1998 se les unieron Tilman Herberger y Titus Tost, dos ingenieros de Dresde. Ese mismo año, la sede social de la empresa se trasladó a Berlín. En 2001 cambió la forma de la empresa pasando de ser una sociedad de responsabilidad limitada a una sociedad anónima. El 6 de abril de 2006 Magix AG salió a Bolsa. Las acciones de Magix AG cotizaron tanto en el mercado oficial como en el Prime Standard de la Bolsa de Fráncfort. Tras ocho años, la empresa dejó de cotizar en esta Bolsa en noviembre de 2014.

## Filiales de Magix GmbH & Co. KGaA

### Magix Software GmbH
Magix Software GmbH es la filial más grande de Magix. La empresa es un fabricante de software internacional especializado en softwares y servicios multimedia con sede en Berlín. Asimismo dispone de oficinas en Dresde y Lübbecke (Alemania), Bolonia (Italia), Boulogne (Francia), Huizen (Holanda), Hemel Hempstead (Reino Unido), Markham (Canadá) y Reno (Estados Unidos).
Productos
| Foto & Gráficos          |
| Fotostory                |
| Foto Premium             |
| Photo & Graphic Designer |
| Foto Manager Deluxe      |
| 3D Maker                 |

| Vídeo                       |
| Video deluxe                |
| ¡Salva tus cintas de vídeo! |
| Video easy                  |
| Fastcut                     |
| Video Sound Cleaning Lab    |

| Música                        |
| Audio Cleaning Lab            |
| MP3 deluxe                    |
| Music Maker                   |
| Digital DJ                    |
| Audio & Music Lab Premium     |
| ¡Salva tus vinilos y casetes! |
| Samplitude Music Studio       |

| Productos profesionales |
| Samplitude              |
| Sequoia                 |
| Video Pro X             |
| Xara Xtreme Pro         |

### Magix Online Services GmbH
Desde 2004 MAGIX ofrece, a través de su empresa Magix Online Services GmbH , diversos servicios en línea como el Álbum Online de Magix o Magix Website Maker así como numerosos servicios en el ámbito en línea. En 2009 la compañía lanzó al mercado Magix Web Designer, un programa para la creación de páginas web.
Productos
| Web           |
| Website Maker |
| Web Designer  |
| Álbum Online  |

### Xara Group Ltd.
En el año 2007, Magix se hizo con la inglesa Xara Group Ltd. con sede en Hemel Hempstead (Reino Unido). Xara crea software gráfico y programas para el diseño web. La empresa consiguió la fama a través de su programa Xara Designer Pro, que actualmente tiene su versión número 10 en el mercado (a septiembre de 2014).
La empresa se fundó en 1981 y empezó desarrollando programas para distintos sistemas como, por ejemplo, Atari ST, BBC Micro o Acorn Archimedes. La empresa también creó "ArtWorks", el predecesor de "Xara Xtreme". En 1996 Xara empezó a desarrollar para Windows. Asimismo creó Xara 3D, Xara X o Xara Xtreme, los predecesores de los programas actuales de Magix Magix 3D Maker, Magix Photo & Graphic Designer y Xara Designer Pro.
En 2009, la empresa lanzó un programa especial para la creación de páginas web: Magix Web Designer. En 2013 vio la luz Page & Layout Designer, un programa de DTP.
En los mercados angloparlantes, los productos de Xara siguen comercializándose bajo esta marca.

### Mufin GmbH
mufin (pronunciado como muffin) quiere decir "Music-Finder" ("buscador de música" en inglés). mufin GmbH  es desde 2007 propiedad de Magix.
La tecnología de mufin se basa en el AudioID, una huella digital acústica, que posibilita el reconocimiento rápido de canciones y otras señales de audio. El AudioID es un componente principal del estándar MPEG-7.
mufin trabaja, además de con el reconocimiento de música, en el ámbito del "reconocimiento automático de contenidos" (o Automatic Content Recognition en inglés), que, por ejemplo, puede ser integrado como servicio en las aplicaciones de segundas pantallas.

### Catooh Corp. / Appic Labs Corp.
En 2007, Magix fundó Catooh Corp. en Las Vegas, Nevada, Estados Unidos. La sociedad mercantil se registró el 5 de abril de 2007. Esta se ocupaba de la gestión de "Catooh", el servicio en línea ofrecido por MAGIX y que es un mercado de archivos multimedia. En 2013 la sociedad cambió su nombre a Appic Labs Corp. Desde entonces, la gestión del servicio en línea Catooh se realiza a través de Magix Computer Products International Corp., mientras que Appic Labs se ocupa del desarrollo y la comercialización de aplicaciones de vídeo y foto móviles.

### Magix Audio GmbH
Magix Audio GmbH se fundó en el año 2011. La empresa desarrolla aplicaciones para dispositivos móviles como, por ejemplo, Music Maker Jam para Windows 8 y Android.

### Open Seminar GmbH
Open Seminar GmbH se fundó en el año 2011 y gestiona el portal provenexpert.com, una plataforma de "marketing de recomendación" y análisis de satisfacción de clientes.

### Simplitec GmbH
simplitec GmbH es un proveedor internacional de software de sistemas. Actualmente, la cartera de simplitec está formada por simplifast, simpliclean y simplisafe que, todos juntos, forman simplitec Power Suite, software que puede comprarse como una suscripción anual.

### Bellevue Property GmbH
Bellevue Property GmbH es una empresa inmobiliaria con sedes en Dresde y Berlín.

### Empresas asociadas
Las siguientes empresas pertenecen al 100% al Grupo Magix (a 30 de septiembre de 2013):
- APPIC LABS Corp., Las Vegas, Nevada, Estados Unidos
- APPIC LABS GmbH, Berlín, Alemania
- Bellevue Property GmbH, Zossen, Alemania
- MAGIX Audio GmbH, Berlín, Alemania
- MAGIX Computer Products International Corp. Reno, Nevada, Estados Unidos
- MAGIX Entertainment S.A.R.L. París, Francia
- MAGIX Canadá
- MAGIX Entertainment S.R.L. Bolzano, Italia
- MAGIX Entertainment B.V. Huizen, Países Bajos
- MAGIX Limited Hemel Hempstead, Hertfordshire, Reino Unido
- MAGIX Limited Taipéi, Taiwán
- MAGIX Online Services GmbH Berlín, Alemania
- MAGIX Software GmbH Berlín, Alemania
- myGOYA GmbH, Zossen, Alemania
- mufin GmbH Berlín, Alemania
- OpenSeminar GmbH Berlín, Alemania
- simplitec GmbH Berlín, Alemania
- The Xara Group Ltd. Basingstoke, Hampshire, Reino Unido